# Убиства у Улици Морг
„Убиства у Улици Морг” (енгл. The Murders in the Rue Morgue) је приповетка америчког писца Едгара Алана Поа, први пут објављена у априлу 1841. у часопису Graham's Magazine. Описана је као прва модерна детективска прича; По ју је описао као једну од својих „прича о рационирању”.
Као први фиктивни детектив, С. Огист Дипен показује многе особине које су постале књижевне конвенције у каснијим детективским фикцијама, укључујући Шерлока Холмса и Херкула Поароа. Многи каснији ликови, на пример, прате Поов модел бриљантног детектива, његовог личног пријатеља који служи као приповедач, а коначно разрешење случаја се представља пре његовог образложења. Сам Дипен се поново појављује у причама „Случај Мари Роже” и „Украдено писмо”.

## Радња
Неименовани приповедач почиње причу опширним коментаром о природи и пракси аналитичког закључивања, затим описује околности под којима је први пут срео С. Огиста Дипена током продужене посете Паризу. Њих двојица деле смештај у трошној старој вили и не дозвољавају посетиоце, пошто су прекинули сваки контакт са ранијим познаницима, а излазе напоље само ноћу. Једне вечери, Дипен демонстрира своје аналитичко умеће тако што закључи шта приповедач мисли о одређеном сценском глумцу, на основу трагова прикупљених из његових претходних речи и поступака.
Убрзо након тога, Дипен и приповедач са великим интересовањем читају новинске извештаје о необичном двоструком убиству. Госпођа Л'Еспанеј и њена ћерка Камиј пронађене су мртве у својој кући у Улици Морг. Мајка је пронађена у дворишту иза куће, са више поломљених костију и грлом тако дубоко посеченим да јој је глава отпала када јој је тело померено. Камиј је пронађена задављена и набијена наопачке у димњак тако чврсто да је била потребна снага неколико мушкараца да је ослободе. Убиства су се догодила у просторији на четвртом спрату која је била закључана изнутра; на поду је пронађена крвава бритва, неколико крвавих чуперака седе косе и две вреће златника. Неколико сведока је изјавило да су чули два гласа у време убиства, један мушки и француски, али се нису сложили око језика којим је други говорио. Говор је био нејасан, а сви сведоци су тврдили да нису препознавали језик којим је говорио други глас.
Банкарски службеник по имену Адолф ле Бон, који је дан раније испоручио златнике дамама, ухапшен је иако нема других доказа који га повезују са злочином. Сећајући се услуге коју му је ле Бон једном учинио, Дипен постаје заинтригиран и нуди своју помоћ „Ж—”, префекту полиције .
Пошто се ниједан од сведока не може сложити око језика којим говори други глас, Дипен закључује да они уопште нису чули људски глас. Он и приповедач темељно прегледају кућу; следећег дана, Дипен одбацује идеју и о ле Боновој кривици и о мотиву пљачке, наводећи чињеницу да злато није однето из собе. Он такође истиче да је убица морао да има надљудску снагу да набије Камијино тело у димњак. Он формулише метод којим је убица могао да уђе у просторију и убије обе жене, укључујући окретно пењање уз громобран и скок до отворених прозорских капака. Показујући необичан чуперак косе нађен на лицу места и демонстрирајући немогућност да Камиј буде задављена људском руком, Дипен закључује да је убиства починио орангутан. Потом даје оглас у локалним новинама са питањем да ли је неко недавно изгубио такву животињу, а ускоро стиже један морнар да је тражи.
Морнар нуди да исплати награду, али Дипен је заинтересован само да сазна околности иза два убиства. Морнар објашњава да је орангутана ухватио док је био на Борнеу и довео га у Париз, намеравајући да га прода, али је имао проблема да га држи под контролом. Када је угледао орангутана како покушава да се обрије његовим жилетом, имитирајући свог господара, побегао је на улицу и стигао до Улице Морг, где се попео и ушао у кућу. Орангутан је ухватио госпођу Л'Еспанеј за косу и махао бритвом, имитирајући берберина; када је госпођа вриснула од страха, орангутан је побеснео, почупао јој косу, пререзао јој врат и задавило Камиј. Морнар се попео на громобран у покушају да ухвати животињу, а два гласа која су чули сведоци припадала су њему и животињи. Плашећи се казне свог господара, орангутан је бацио тело госпође Л'Еспанеј кроз прозор и стрпао Камиј у димњак пре него што је побегао.
Морнар продаје орангутана, ле Бон је пуштен из притвора, а посрамљени Ж— саркастично примећује да људи треба да гледају своја посла када му Дипен исприча причу. Дипен коментарише приповедачу да је Ж— „помало превише лукав да би био дубокоуман”, али се диви његовој способности да: „de nier ce qui est, et d'expliquer ce qui n'est pas” („порекне оно што постоји, а објасни оно што не постоји”; цитат из романа Нова Елоиза Жана Жака Русоа).

## Инспирација
Реч детектив није постојала у време када је По писао „Убиства у Улици Морг”, иако су постојале и друге приче које су имале сличне ликове који решавају проблеме. Das Fräulein von Scuderi (1819), Е. Т. В. Хофмана, у којој госпођа де Скидери, нека врста госпођице Марпл из 19. века, утврђује невиност омиљеног полицајца осумњиченог за убиство драгуљара, понекад се наводи као прва детективска прича. Друге претече укључују Волтеров Задиг (1748), са главним ликом који изводи сличне подвиге анализе, који и сам позајмљује од Три принца од Серендипа, италијанске верзије песме „Осам небеса” Амира Хосрова.
По је можда такође проширио своја претходна аналитичка дела, укључујући есеј о „Мелцеловом шахисти” и комедији „Три недеље у седмици”. Што се тиче обрта у заплету, По је вероватно био инспирисан реакцијом гомиле на орангутана изложеног у Масонској дворани у Филаделфији у јулу 1839. године. По је можда покупио нека од релевантних биолошких сазнања из сарадње са Томасом Вајатом, касније повезујући „његов наратив са темом еволуције, посебно са студијама које је урадио Кивје”, такође под утицајем студија које је спровео лорд Монбодо, иако се тврдило да су Поове информације биле „више књижевне него научне”.
Име главног лика је можда инспирисано ликом „Дипена” из серије прича први пут објављених 1828. године под називом „Необјављени одломци из живота Видока, француског министра полиције”. По је вероватно био упознат са овим делом, у којем се појављује аналитичан човек који открива убицу, иако ове две приче немају много сличности. Жртвама убиства у обе приче, међутим, врат је толико исечен да је глава скоро у потпуности уклоњена са тела. Дипен заправо помиње Видока по имену, одбацујући га као „доброг погађача”.

## Теме и анализа
У писму пријатељу Џозефу Снодграсу, По је за „Убиства у Улици Морг” изјавио да је „тема била генијалност у откривању убице”. Дипен није професионални детектив; он одлучује да истражи убиства у Улици Морг ради личне забаве. Такође има жељу за истином и да докаже да је лажно оптужени човек невин. Његови интереси нису финансијски, а одбија чак и новчану награду од власника орангутана. Откривање стварног убице уклања злочин, јер ни орангутан ни његов власник не могу бити сматрани одговорним. Артур Хобсон Квин, проучавалац Поа, спекулише да би касније детективске приче у својству црвене харинге навеле да се господин ле Бон, приведени осумњичени, понашао криво, иако је По одлучио да то не учини.
По је написао „Убиства у Улици Морг” у време када је злочин био на првом месту у главама људи, због урбаног развоја. Лондон је недавно успоставио своју прву професионалну полицију и амерички градови су почели да се фокусирају на научни рад полиције док су новине извештавале о убиствима и кривичним суђењима. „Убиства у Улици Морг” настављају урбану тему која је коришћена неколико пута у Поовој фикцији, посебно у „Човеку из гомиле”, вероватно инспирисану периодом живота који је По провео у Филаделфији.
Прича има основну метафору за битку ума против мишића. Физичка снага, приказана у виду орангутана као и његовог власника, представљају насиље: орангутан је убица, док његов власник признаје да је животињу злостављао бичем. Снага аналитичара превазилази њихово насиље. Прича такође садржи Поову често коришћену тему смрти лепе жене, коју је назвао „најпоетичнијом темом на свету”.

### Дипенов метод
По дефинише Дипенов метод, рационализацију, користећи пример картариша: „Обим добијене информације; не лежи толико у валидности закључка колико у квалитету посматрања.” По затим даје наративни пример где Дипен објашњава како је знао да приповедач размишља о глумцу Шантилију. Дипен затим примењује свој метод на решавање злочина.
Дипенов метод наглашава важност читања и писане речи. Новински извештаји изазивају његову радозналост; он сазнаје о орангутанима из писаног извештаја „Кивјеа” − вероватно Жоржа Кивјеа, француског зоолога. Овај метод такође ангажује читаоца, који га прати сам читајући трагове. По такође наглашава снагу изговорене речи. Када Дипен затражи од морнара податке о убиствима, он сам одглуми делимичну смрт: „Морнар се зајапурио као да ће се угушити... у следећем тренутку се срушио назад на седиште, силно дрхтећи, блед као смрт”.

## Историја објављивања
По је првобитно насловио причу „Убиства у Улици Трианон”, али ју је преименовао да би се боље повезала са смрћу. „Убиства у Улици Морг” су се први пут појавила у часопису Graham's Magazine у априлу 1841. док је По радио као уредник. За причу му је плаћено додатних 56 долара — што је била необично висока цифра; за песму „Гавран” је плаћен само 9 долара. Године 1843. По је добио идеју да штампа серију памфлета са својим причама под насловом Прозне романсе Едгара А. Поа. Одштампао је само један, где су „Убиства у улици Морг” необично удружена са сатиричним „Истрошеним човеком”. Продаван је за 12 и по центи. Ова верзија је укључивала 52 измене у односу на оригинални текст, укључујући и нову реченицу: „Префект је био помало превише лукав да би био дубокоуман”, промењену у односу на „... превише лукав да би био оштроуман”. Прича је такође поново штампана у збирци Поових прича једноставно названој Приче. По није учествовао у одабиру прича које ће бити сакупљене за ово издање.
Поов наставак „Убистава у Улици Морг” био је „Случај Мари Роже”, први пут објављен у децембру 1842. и јануару 1843. године. Иако је садржала поднаслов „Наставак 'Убистава у улици Морг'”, ова прича је делила веома мало заједничких елемената са „Убиствима у Улици Морг” осим укључивања С. Огиста Дипена и париског окружења. Дипен се поново појавио у „Украденом писму”, које је По назвао „можда најбољом од мојих прича о рационирању” у једном писму Џејмсу Раселу Лоуелу из јула 1844. године.
Оригинални рукопис „Убистава у Улици Морг”, који је коришћен за прво издање, бачен је у корпу за отпатке. Приправник у канцеларији, Џ. М. Џонстон, узео га је и оставио свом оцу на чување. Остављен је у музичкој књизи, где је преживео три пожара у кући пре него што га је купио издавач Џорџ Вилијам Чајлдс. Године 1891. Чајлдс је предао рукопис, заједно са писмом у коме је објашњена његова историја, Универзитету Дрексел. Чајлдс је 1875. такође донирао 650 долара за завршетак новог надгробног споменика Едгару Алану Поу у Балтимору.
„Убиства у Улици Морг” су једно од најранијих Поових дела које је преведено на француски. Између 11. и 13. јуна 1846. године, прича је објављена у париским новинама La Quotidienne. Поово име није потписано и многи детаљи, укључујући имена Улице Морг и главних ликова („Дипен” је постао „Берније”), су промењени. Дана 12. октобра 1846. у листу Le Commerce је објављен још један непотписан превод приче. Уредник овог листа је оптужен да је плагирао причу из новина La Quotidienne. Оптужба је отишла на суђење, а јавна расправа је француској јавности скренула пажњу на Поово име.

## Књижевни значај и пријем
Поов биограф Џефри Мајерс сажима значај „Убистава у Улици Морг” говорећи да је прича: „Променила историју светске књижевности”. Често је цитирана као прва детективска прича, а лик Дипена постао је прототип за многе будуће измишљене детективе, укључујући Шерлока Холмса Артура Конана Дојла и Херкула Поароа Агате Кристи. Жанр се разликује од опште мистериозне приче по томе што је фокус на анализи. Поова улога у стварању детективске приче огледа се у наградама Едгар, названим по њему, које сваке године додељује удружење Писци мистерија Америке.
„Убиства у Улици Морг” су такође успоставила многе тропе који ће постати уобичајени елементи мистериозне фикције: ексцентрични, али бриљантни детектив, неспретна полиција, нарација у првом лицу блиског личног пријатеља. По такође приказује полицију на антагонизујући начин као својеврсног супарника детективу. По је такође започео врсту приповедања где детектив прво објављује своје откриће, а затим објашњава разлоге који су довели до тога. Ово је такође прва мистерија закључане собе у детективској фикцији.
По изласку, прича и њен аутор су похваљени за стварање новог типа приче. Пенсилванијски лист Inquirer је објавио да: „Прича доказује да је господин По генијалан човек... са инвентивном моћи и вештином, којој не можемо наћи никакве паралеле”. По је, међутим, умањио своје достигнуће у писму Филипу Пендлтону Куку:
Ове приче о рационирању највећим делом дугују своју популарност томе што су нешто ново. Не желим да кажем да нису генијалне – али људи их сматрају генијалнијима него што јесу – због њиховог метода и начина на који делује. У „Убиствима у Улици Морг”, на пример, где је домишљатост у распетљавању мреже коју сте сами... исплели у изричиту сврху распетљавања?”
Савремени читаоци су повремено незадовољни Поовим кршењем имплицитне наративне конвенције: читаоци би требало да буду у стању да погоде решење мистерије док читају. Изненађење на крају је, међутим, знак Поове „обмане” јер читаоци не би укључили орангутана на своју листу потенцијалних убица.